# Kasteel Sypesteyn
Kasteel Sypesteyn is een kasteel en museum in de plaats Nieuw-Loosdrecht in de Nederlandse provincie Noord-Holland.

## Geschiedenis
In 1572 werd Aert Abramsz. van Sijpesteijn, mogelijk een lid van de familie Van Sypesteyn, beleend met een hofstede. Er stond ook een ruïne die mr. Cornelis Ascanius van Sypesteyn, heer van Sypesteyn (1638-1673) in 1664 kocht en liet herstellen, maar het kasteel werd vervolgens opnieuw verwoest in 1673; de titel en terreinen verbonden aan de heerlijkheid bleven tot 1778 in de familie.

### Herbouw
Op 17 augustus 1899 kocht jhr. Catharinus Henri Cornelis Ascanius van Sypesteyn (1857-1937) de terreinen waarop het vroegere kasteel zou hebben gestaan; zijn voorvader had hetzelfde rond 1814 geprobeerd, maar toen was de vraagprijs veel te hoog. Hij begon in 1902 met de opbouw van een nieuw kasteel op de oude fundamenten, het hoofdgebouw werd opgebouwd vanaf 1924. In 1927 kwam er een eind aan de bouw wegens geldgebrek. In 1923 was er al een tentoonstelling ingericht voor Koninginnedag, het museum opende een jaar later. Van Sypesteyn verdiepte zich in de 16e-eeuwse tuinkunst om vervolgens daar een boek over te publiceren en de tuin van Sypesteyn volgens die inzichten aan te leggen.

### Collectie
In 1902 richtte Van Sypesteyn een stichting op die als doel had de instandhouding en uitbreiding van de verzameling die de familie Van Sypesteyn betreft, waarna de collectie een museumcollectie werd en in het kasteel werd ondergebracht. Van Sypesteyn bracht zowel zijn verzameling van familieportretten als die van zijn porselein, waaronder veel stukken van Manufactuur Oud-Loosdrecht, er in onder. 
In 2002 werd ter gelegenheid van het 100-jarig bestaan een (foto)boek uitgebracht onder de titel Een droom wordt werkelijkheid. Leven en werk van jhr. C.H.C.A. van Sypesteyn.

## Galerij

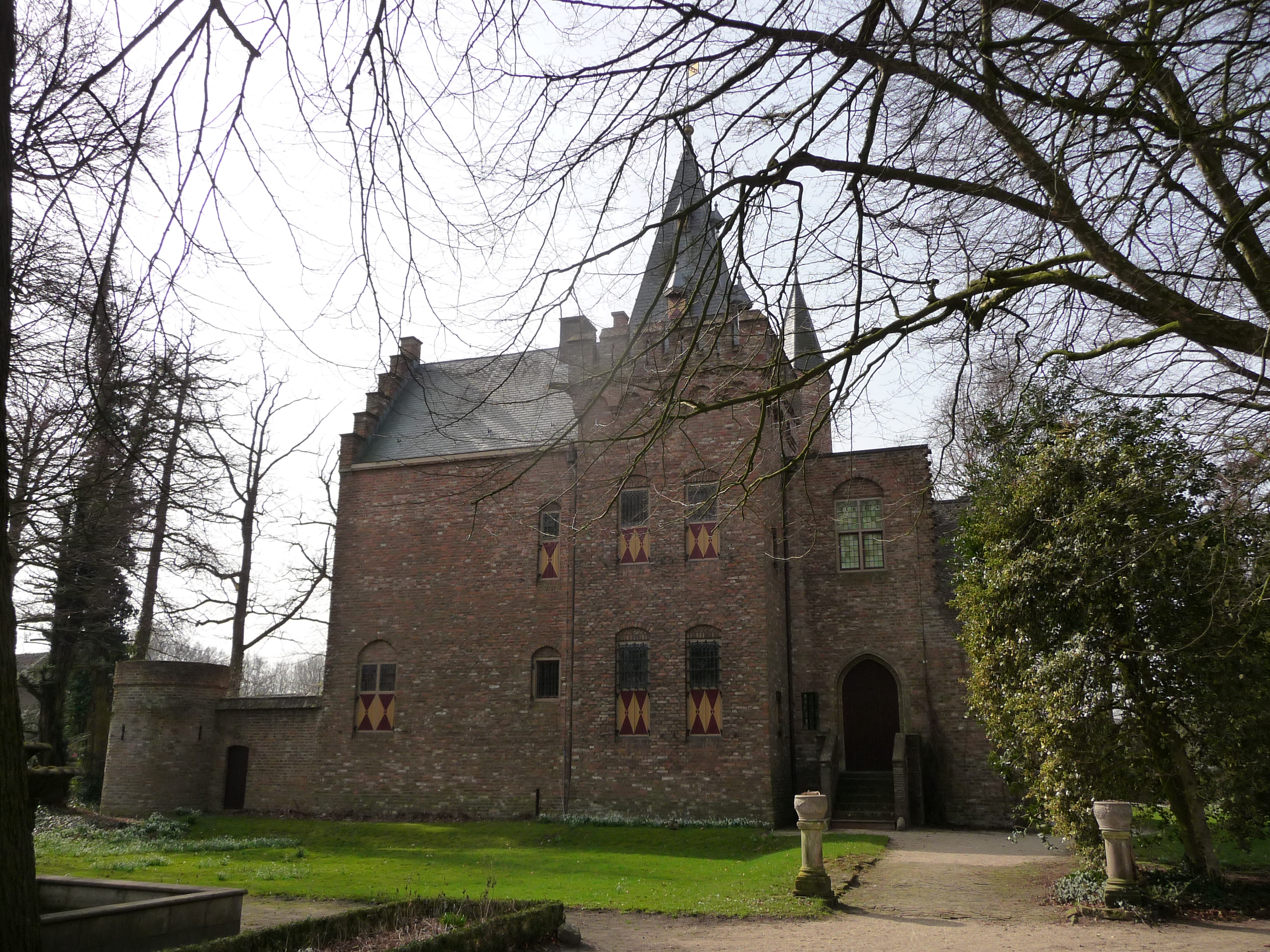
Kasteel voorzijde
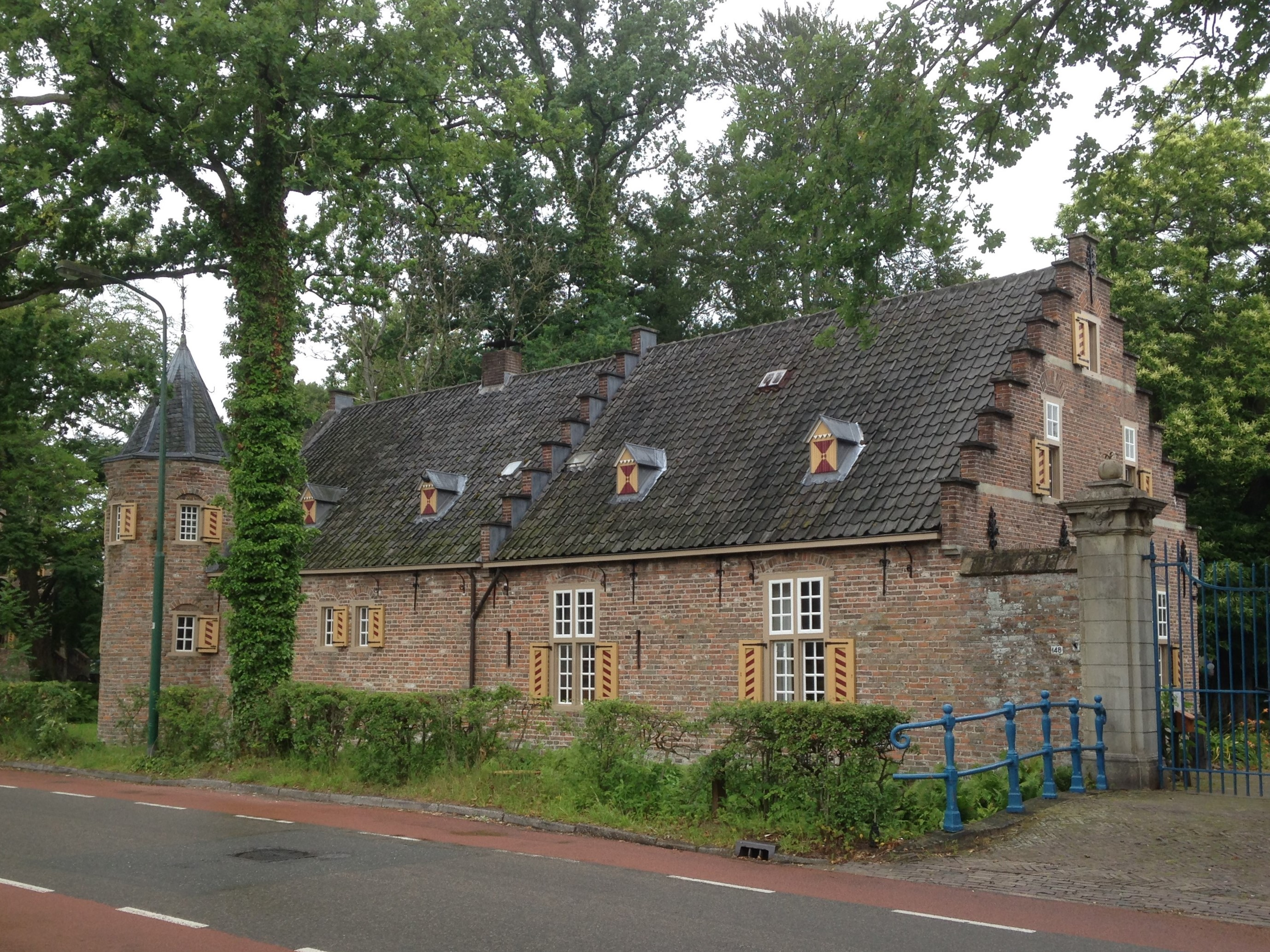
Portierswoning
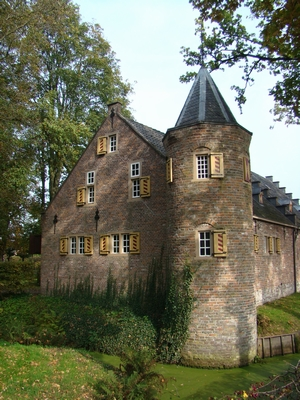
Portierswoning
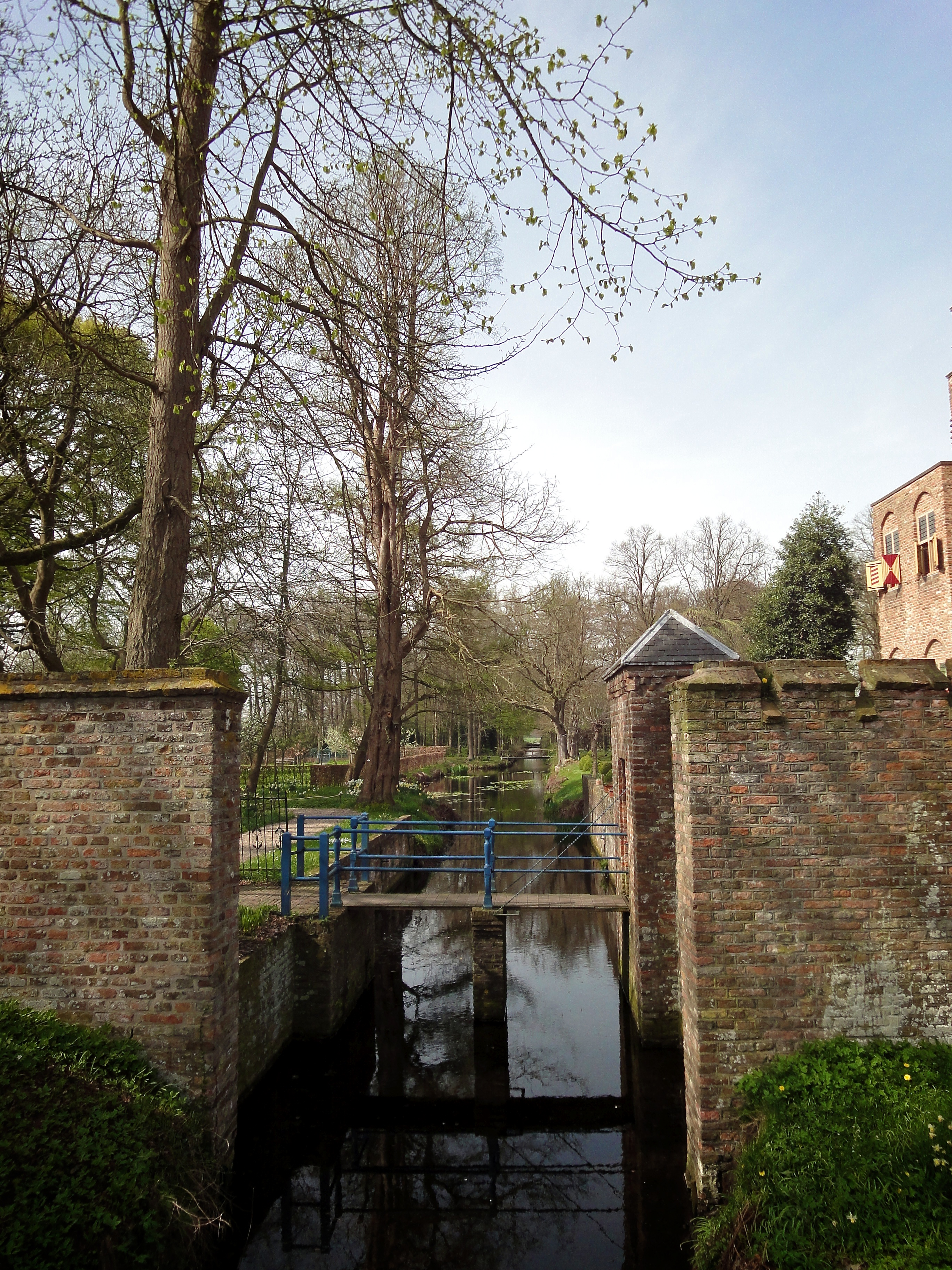
Tuin
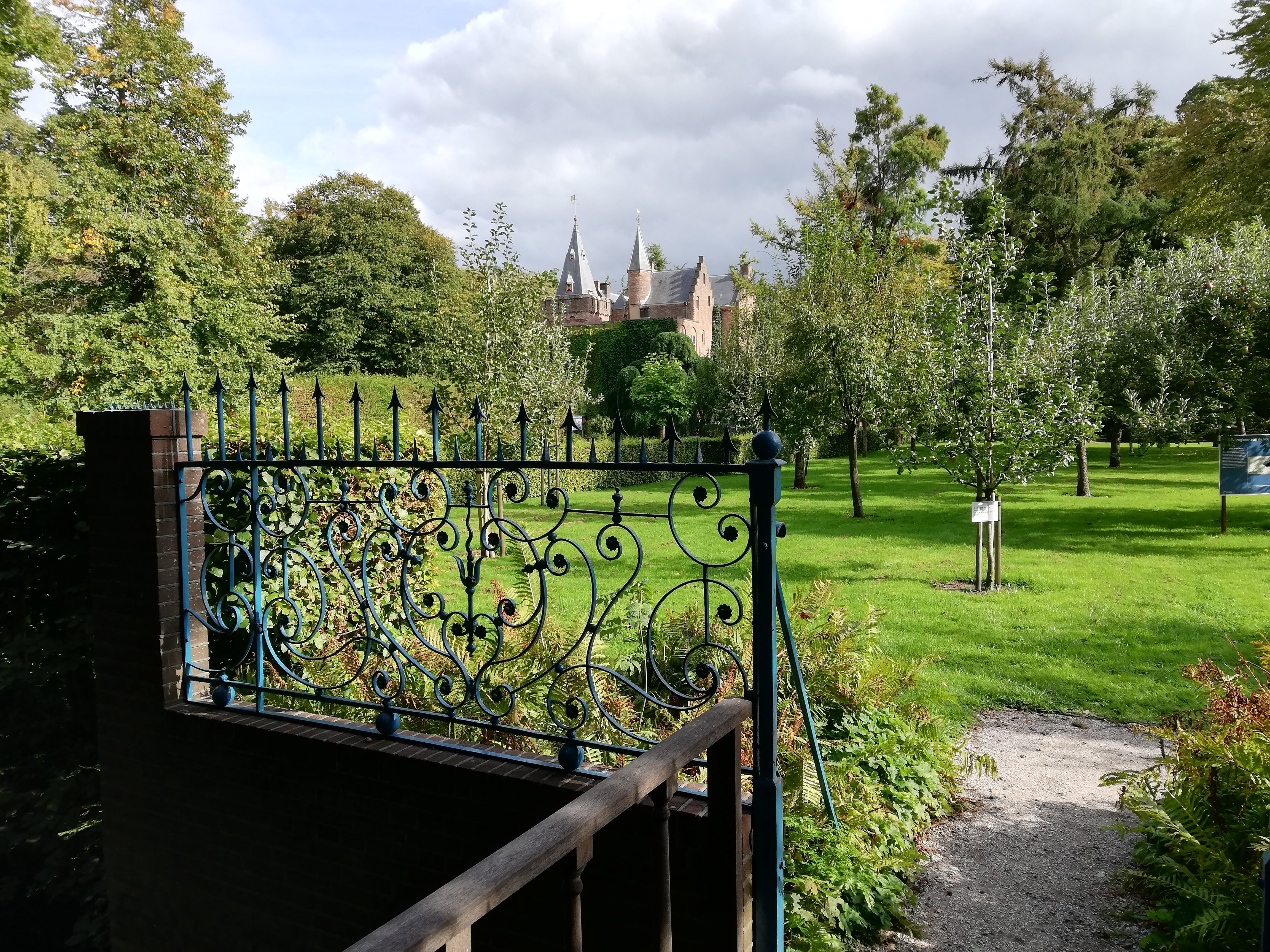
Tuin